# Bahram Tavakoli (pallanuotista)
Bahram Tavakoli (in persiano بهرام توکلی‎; Teheran, 8 novembre 1953) è un pallanuotista iraniano, che ha partecipato alle Olimpiadi di Montréal 1976.
Oltre al torneo olimpico del 1976, ha gareggiato ai Giochi asiatici del 1974, vincendo una medaglia d'oro.